# Martin Fuksa
Martin Fuksa (Nymburk, 30 aprile 1993) è un canoista ceco, specializzato nella velocità e vincitore della medaglia d'oro alle Olimpiadi di Parigi del 2024, nella categoria C1 1000 m.